# Sulifou Faaloua
Sulifou Faauloa (Pago Pago, 4 giugno 1978) è un ex calciatore samoano americano, di ruolo difensore.

## Carriera

### Nazionale
Era titolare nella partita Australia-Samoa Americane 31-0.